# Nekrolog 1659
Nekrolog
◄◄
| ◄
| 1655
| 1656
| 1657
| 1658
| 1659 | 1660 | 1661 | 1662 | 1663 | ► | ►►
Weitere Ereignisse | Allgemeiner Nekrolog 1659
Die Beschreibung der verstorbenen Person sollte so kurz wie möglich gehalten sein und nur deren signifikante Tätigkeit(en) enthalten.
Neue Namen ggf. auch unter dem Geburts- und Sterbedatum, also etwa unter 1. Januar und im Geburts- und Sterbejahr (2024) eintragen (nur bei entsprechender großer Wichtigkeit). Für Beispiele siehe die schon vorhandenen Artikel.
Außerdem über die fünf zuletzt Verstorbenen, zu denen es einen ausreichend guten Artikel für eine Präsentation auf der Hauptseite gibt, nach der todesbedingten Überarbeitung der Artikel ggf. auch unter Wikipedia Diskussion:Hauptseite informieren und sie am besten auch in den anderen Wikipedia-Sprachversionen eintragen. Tipp: Regelmäßig bei news.google.de nach „ist tot“, „gestorben“ oder „verstorben“ suchen.
Wenn eine Person gestorben ist, gibt es viele Seiten zu dieser Person in der Wikipedia, die davon auch betroffen sind und entsprechend aktualisiert werden müssen. Beispiele: Namenübersichtsseite, Geburtsjahr, Geburtsort-Seiten und viele mehr.
Wie finde ich die betroffenen Seiten?
Im Suchfeld auf der linken Seite gibt man den Suchbegriff so ein: „Vorname Nachname“. Dann klickt man auf Volltext und alle Seiten mit entsprechendem Suchtext werden aufgerufen. Hier sieht man dann schnell, wo auch das Todesjahr Sinn macht oder sogar ein Teil des Artikels angepasst werden muss. Auch hilft das „Werkzeug“ auf der linken Seite sehr gut, um solche Seiten aufzufinden: „Links auf diese Seite“. Somit ist die Wikipedia wieder aktuell in allen Bereichen! Hinweis: bei Eintragung der Kategorie „Gestorben JAHR“ wird der Missbrauchsfilter 49 ausgelöst, was jedoch nicht schlimm ist. Siehe: Spezial:Missbrauchsfilter/49
Dies ist eine Liste von im Jahr 1659 verstorbenen bekannten Persönlichkeiten. Die Einträge erfolgen innerhalb der einzelnen Daten alphabetisch sortiert. Tiere sind im Nekrolog für Tiere zu finden.

## Januar
| Tag        | Name                         | Beruf, bekannt als                                              | Alter | Beleg |
| ---------- | ---------------------------- | --------------------------------------------------------------- | ----- | ----- |
| 3. Januar  | Urban Weber                  | salzburgischer Geistlicher                                      |       |       |
| 14. Januar | Henri II. de Savoie-Nemours  | Erzbischof von Reims, Herzog von Nemours, Herzog von Aumale     | 33    |       |
| 15. Januar | Georg von Frantzke           | deutscher Jurist und Hofbeamter                                 | 64    |       |
| 15. Januar | Juliane von Hessen-Darmstadt | Gräfin von Ostfriesland                                         | 52    |       |
| 16. Januar | Theodoricus Hackspan         | lutherischer Theologe, Orientalist und Hochschullehrer          | 51    |       |
| 18. Januar | Benedikt Lechler             | deutscher Komponist, Lautenist, Musikdirektor und Musikpädagoge | 64    |       |
| 21. Januar | Camillo Melzi                | italienischer Kardinal und Erzbischof                           | 68    |       |

## Februar
| Tag         | Name                          | Beruf, bekannt als | Alter | Beleg |
| ----------- | ----------------------------- | --- | ----- | ----- |
| 5. Februar  | Cäcilia Ochsner               | Schweizer Äbtissin | 55    |       |
| 5. Februar  | Adam von Pfuel                | schwedischer General und Generalissimus, sowie später Geheimer Kriegsrat und General-Kriegskommissar in dänischem Dienst |       |       |
| 12. Februar | Magdalena Sibylle von Preußen | Kurfürstin von Sachsen                                                                                                   | 72    |       |
| 12. Februar | Abel Servien                  | französischer Diplomat und Staatsmann                                                                                    | 65    |       |
| 19. Februar | Guillaume Colletet            | französischer Schriftsteller, Romanist und Literarhistoriker                                                             | 60    |       |
| 25. Februar | Willem Drost                  | holländischer Maler |       |       |
| 26. Februar | Fabrizio Savelli              | Erzbischof von Salerno und Kardinal der Römischen Kirche                                                                 |       |       |
| Februar     | Johan Hallen                  | schwedischer Diplomat und Regierungsrat in Schwedisch-Pommern                                                            | 70    |       |
| Februar     | Fabio Della Lagonessa         | italienischer Geistlicher, Erzbischof von Conza und Lateinischer Patriarch von Antiochia                                 |       |       |

## März
| Tag      | Name                                    | Beruf, bekannt als                                         | Alter | Beleg |
| -------- | --------------------------------------- | ---------------------------------------------------------- | ----- | ----- |
| 6. März  | Eberhard Baring                         | deutscher lutherischer Theologe, Pädagoge und Polyhistor   | 50    |       |
| 15. März | Ádám Batthyány                          | ungarischer Magnat, Mitglied der Magnatenfamilie Batthyány | 50    |       |
| 24. März | Ferdinand Sigismund Kurtz von Senftenau | Reichsvizekanzler                                          |       |       |
| 25. März | Simon Graf                              | deutscher Geistlicher und Kirchenlieddichter               |       |       |
| 26. März | Philipp Müller                          | deutscher Physiker, Mathematiker und Mediziner             | 74    |       |
| 29. März | Gottfried Suevus der Ältere             | polnischer Rechtswissenschaftler                           | 43    |       |

## April
| Tag       | Name                        | Beruf, bekannt als                                               | Alter | Beleg |
| --------- | --------------------------- | ---------------------------------------------------------------- | ----- | ----- |
| 4. April  | Giovanni Girolamo Lomellini | italienischer Kardinal                                           |       |       |
| 6. April  | Wilhelm Hüls                | deutscher reformierter Theologe                                  | 60    |       |
| 7. April  | Luigi Capponi               | italienischer Kardinal, katholischer Erzbischof und Bibliothekar |       |       |
| 15. April | Simon Dach                  | deutscher Dichter der Barockzeit                                 | 53    |       |
| 17. April | Benedict Hinckelmann        | deutscher Chemiker, Alchemist und Mediziner                      | 71    |       |
| 23. April | Erasmus Ungebaur            | deutscher Rechtswissenschaftler                                  | 77    |       |

## Mai
| Tag     | Name                                                             | Beruf, bekannt als                                   | Alter | Beleg |
| ------- | ---------------------------------------------------------------- | ---------------------------------------------------- | ----- | ----- |
| 3. Mai  | Jean de Bernieres-Louvigny                                       | französischer Mystiker                               |       |       |
| 6. Mai  | Anna Eleonore von Hessen-Darmstadt                               | Herzogin von Braunschweig                            | 57    |       |
| 12. Mai | Johann Wachmann der Ältere                                       | Bremer Syndicus und Gesandter                        | 66    |       |
| 21. Mai | Philipp von Horn                                                 | pommerscher Kanzler und brandenburgischer Staatsmann |       |       |
| 23. Mai | René du Puy-Montbrun, seigneur de Villefranche et de la Jonchère | Obrist des Dreißigjährigen Kriegs                    |       |       |
| 26. Mai | Pieter Mulier                                                    | niederländischer Marinemaler                         |       |       |
| 29. Mai | Robert Rich, 3. Earl of Warwick                                  | englischer Adeliger                                  | 47    |       |

## Juni
| Tag      | Name                          | Beruf, bekannt als                                       | Alter | Beleg |
| -------- | ----------------------------- | -------------------------------------------------------- | ----- | ----- |
| 9. Juni  | Dietrich von Gemmingen        | Grundherr in Gemmingen und auf Burg Guttenberg           |       |       |
| 21. Juni | Afonso Mendes                 | portugiesischer Jesuitenpater                            | 80    |       |
| 22. Juni | Michał Boym                   | polnischer Jesuit, Missionar und Naturforscher           |       |       |
| 26. Juni | García Sarmiento de Sotomayor | Vizekönig von Peru                                       |       |       |
| 30. Juni | Paul Cleritz                  | italienisch-österreichischer Steinmetzmeister des Barock |       |       |
| 30. Juni | Juda Mehler                   | Rabbiner                                                 |       |       |
| Juni     | Francesco Caetani             | italienischer Geistlicher                                |       |       |

## Juli
| Tag      | Name                  | Beruf, bekannt als                             | Alter | Beleg |
| -------- | --------------------- | ---------------------------------------------- | ----- | ----- |
| 1. Juli  | Johannes Crocius      | Theologe                                       | 68    |       |
| 25. Juli | Johann Schlebusch     | deutscher Jurist und Bürgermeister von Hamburg | 51    |       |
| 29. Juli | Theophilus Jacobäer   | deutscher Retter der Stadt Pirna               | 67    |       |
| 31. Juli | Gottfried Holtzmüller | Oberstleutnant im Schwedischen Heer            | 50    |       |

## August
| Tag        | Name                   | Beruf, bekannt als                                                          | Alter | Beleg |
| ---------- | ---------------------- | --------------------------------------------------------------------------- | ----- | ----- |
| 1. August  | Richard Eggs           | Jesuitenpater, Rhetorikprofessor, Verfasser jesuitischer Schultheaterstücke | 37    |       |
| 10. August | Friedrich III.         | Herzog von Schleswig-Holstein-Gottorf (1616–1659)                           | 61    |       |
| 12. August | Dara Shikoh            | Persisch sprechender Dichter, Mystiker, Philosoph, designierter Thronfolger | 44    |       |
| 13. August | Melchior Nicolai       | deutscher lutherischer Theologe, Konsistorialrat und Propst                 |       |       |
| 14. August | Prospero Caffarelli    | italienischer Kardinal                                                      |       |       |
| 16. August | Heinrich Held          | Kirchenlieddichter                                                          | 39    |       |
| 17. August | Tobias Volckmer        | Goldschmied, Mathematiker, Geodät                                           | 73    |       |
| 18. August | Heinrich von der Osten | Landrat im Herzogtum Pommern und in Schwedisch-Pommern                      |       |       |

## September
| Tag           | Name                 | Beruf, bekannt als                                                               | Alter | Beleg |
| ------------- | -------------------- | -------------------------------------------------------------------------------- | ----- | ----- |
| 5. September  | Pieter de Carpentier | Generalgouverneur von Niederländisch-Indien                                      | 73    |       |
| 7. September  | Hans Jakob Zörnlin   | Schweizer Offizier in fremden Diensten und Beamter                               | 70    |       |
| 8. September  | Friedrich V.         | Markgraf von Baden-Durlach (1622–1659)                                           | 65    |       |
| 10. September | Johannes Fischer     | deutscher Pädagoge und Jurist                                                    | 69    |       |
| 14. September | Nicol von Schönberg  | kurfürstlich-sächsischer Ober- und Kreissteuereinnehmer sowie Rittergutsbesitzer | 56    |       |
| 15. September | Hans Jakob von Salis | kaiserlicher Generalfeldwachtmeister                                             |       |       |
| 26. September | Charles Beys         | französischer Dramatiker                                                         |       |       |
| 26. September | Christoph Blume      | deutscher Jurist                                                                 | 69    |       |
| 27. September | Andreas Tscherning   | deutscher Lyriker und Literaturtheoretiker                                       | 47    |       |
| 30. September | Giovanni Pesaro      | 103. Doge von Venedig                                                            | 70    |       |

## Oktober
| Tag         | Name                          | Beruf, bekannt als                                              | Alter | Beleg |
| ----------- | ----------------------------- | --------------------------------------------------------------- | ----- | ----- |
| 1. Oktober  | Juan de Palafox y Mendoza     | Bischof von Puebla und Vizekönig von Neuspanien                 | 59    |       |
| 1. Oktober  | Nikolaus Pompeius             | deutscher Philologe und Mathematiker                            | 68    |       |
| 8. Oktober  | Ludwig von Wülcknitz          | Mitglied der Fruchtbringende Gesellschaft                       |       |       |
| 10. Oktober | Abel Tasman                   | niederländischer Seefahrer und Entdecker                        |       |       |
| 12. Oktober | Georg Heinrich von Wallenrodt | kurbrandenburgischer Obrist und Chef eines Infanterie-Regiments | 39    |       |
| 20. Oktober | Johann Wurmser                | deutscher Jurist und Hochschullehrer                            | 60    |       |
| 27. Oktober | Giovanni Francesco Busenello  | italienischer Librettist und Dichter                            | 61    |       |

## November
| Tag          | Name                | Beruf, bekannt als  | Alter | Beleg |
| ------------ | ------------------- | ------------------- | ----- | ----- |
| 8. November  | Friedrich von Monau | deutscher Mediziner | 67    |       |
| 28. November | Joseph Demeler      | deutscher Theologe  | 56    |       |

## Dezember
| Tag          | Name                        | Beruf, bekannt als                                | Alter | Beleg |
| ------------ | --------------------------- | ------------------------------------------------- | ----- | ----- |
| 9. Dezember  | Barbara Ordeneck            | Opfer der Hexenprozesse in Bad Camberg            |       |       |
| 9. Dezember  | Lucas von Spreckelsen       | Hamburger Ratsherr                                | 57    |       |
| 12. Dezember | Guillaume de Lamboy         | Heerführer und General                            |       |       |
| 19. Dezember | Anna Sophia von Brandenburg | Herzogin von Braunschweig-Lüneburg                | 61    |       |
| 25. Dezember | Johann Georg Dorsche        | deutscher lutherischer Theologe                   | 62    |       |
| 31. Dezember | David von Büren             | Schweizer Politiker, Landvogt und Berner Grossrat | 45    |       |
| Dezember     | Salomon Coster              | niederländischer Uhrmacher                        |       |       |

## Datum unbekannt
| Tag | Name                | Beruf, bekannt als                                                                                    | Alter | Beleg |
| --- | ------------------- | --- | ----- | ----- |
|     | Isaac Allerton      | englischer Auswanderer und Pilgervater                                                                |       |       |
|     | Wedig von Bonin     | kurbrandenburger Oberkriegskommissar des Herzogtums Pommern und der Lande Lauenburg-Bütow             |       |       |
|     | Jacques Fouquières  | flämischer Maler                                                                                      |       |       |
|     | Elias Holwein       | deutscher Formschneider, Holz- und Kupferstecher, Zeitungsherausgeber und -verleger                   |       |       |
|     | Andreas Kadner      | deutscher Kantor und Komponist                                                                        |       |       |
|     | Giovanni Martinelli | italienischer Maler                                                                                   |       |       |
|     | Maximilian von Mohr | tirolerischer Politiker und Diplomat                                                                  |       |       |
|     | Martin Steineck     | deutscher Benediktiner, Theologe und Prior                                                            |       |       |
|     | Willem Verstegen    | Kaufmann im Dienste der niederländischen Ostindien-Kompanie, Leiter der Niederlassung Dejima in Japan |       |       |
|     | Wyandanch           | Indianer, Sachem der Montaukett                                                                       |       |       |
|     | Paolo Zacchia       | italienischer Rechtsmediziner                                                                         |       |       |